# Moa (rijeka u zapadnoj Africi)
Moa (Makona) je rijeka u zapadnoj Africi. Izvire u visoravnima Gvineje i teče prema jugozapadu, tvoreći dijelove granica između Gvineje i Liberije i Gvineje i Sierra Leonea. Utječe u južnu provinciju Sierra Leone. Yenga, Tiwai i Sulima nalaze se na Moi.